# 관통력
관통력(penetration)은 무기의 맥락에서 발사체가 장애물을 관통하거나 관통하는 능력을 의미한다. 이는 총알의 특정 특성, 장애물 및 충격 각도에 따라 다르다. 운동에너지가 동일하더라도 발사체의 속도는 특히 중요하다.

## 같이 보기
- 대전차소총
- 대물 소총